# John Dransfield
John Dransfield (Liverpool, 1945) è un botanico britannico che ha dedicato principalmente la sua carriera allo studio delle palme o Arecaceae..
Nel 2004 è stato insignito della Medaglia Linneana, un premio annuale assegnato dalla Linnean Society of London.
È stato direttore di ricerca dei Kew Gardens sino al 2005, anno del suo pensionamento. 
Il genere delle Arecaceae Dransfieldia è stato dedicato al suo nome.

## Alcune opere
- Uhl NW & Dransfield J, Genera Palmarum: A Classification of Palms Based on the Work of Harold E. Moore, Jr., Lawrence, Kansas, Allen Press, 1987, ISBN 978-0-935868-30-2.
- Beentje H & Dransfield J, The Palms of Madagascar, Kew Publishing, 1995, ISBN 0-947643-82-6.
- Baker WJ & Dransfield J, Field Guide to the Palms of New Guinea, Kew Publishing, 2006,  p. 108, ISBN 1-84246-138-9.
- Dransfield J, Uhl NW,  Asmussen C.B., Baker W.J., Harley M and Lewis C, Genera Palmarum. The Evolution and Classification of Palms, Kew Publishing, 2006,  p. 744, ISBN 978 1 84246 182 2.

| J.Dransf. è l'abbreviazione standard utilizzata per le piante descritte da John Dransfield. Consulta l'elenco delle piante assegnate a questo autore dall'IPNI. |